# Ріпо! Генетична опера
Ріпо! Генетична опера (англ. Repo! The Genetic Opera) — американський музичний фільм, готична рок-опера 2008 року, поставлена режисером Дарреном Лінном Боусманом з однойменної п'єси, написаної Терренсом Здунічем і Дарреном Смітом.
Стрічка поєднує в собі стилі емо та кіберпанку, її жанр межує між гостросоціальною антиутопією, сімейною драмою та цинічним трилером з часткою чорного гумору та гротеску.
У головних ролях зіграли Алекса Вега, Ентоні Гед, Пол Сорвіно, Сара Брайтман, Періс Гілтон, Терренс Здуніч тощо.
Допрем'єрна презентація стрічки, яку представляли Ентоні Гед, Білл Мозлі та Періс Гілтон, відбулася 19 жовтня 2007 року в Грецькому театрі Лос-Анджелеса на церемонії вручення нагород 2007 Scream Awards. Прем'єра фільму відбулася в липні 2008 року на міжнародному кінофестивалі «Фантазія» у Монреалі (Квебек, Канада). 7 листопада 2008 року стрічка надійшла в обмежений кінопрокат на семи екранах у Пасадіні, Чикаго, Мобілі, Шарлотті, Канзас-Сіті, Торонто й Оттаві. Хоча спочатку фільм отримав «змішані відгуки» критиків і був мало відомий широкому загалу, він згодом став культовим, на кшталт «Шоу жахів Роккі Хоррора», зумівши навіть заповнити кінотеатри в усьому світі костюмованими фанатами, які грали на сцені одночасно із фільмом (англ. shadow cast).
20 січня 2009 року відбувся офіційний випуск стрічки на DVD та Blu-Ray.
Тривалість фільму — 1 година 38 хвилин. Через сцени насильства, вживання наркотиків, сексу, а також ненормативну лексику фільму присвоєно рейтинг «R».

## Сюжет
Події фільму відбуваються 2056 року. Приблизно за двадцять років до цього в результаті екологічної катастрофи на Землі розпочалася пандемія відмови органів у людей. Біотехнологічна корпорація «GeneCo» прийшла на допомогу людству, здійснюючи трансплантацію штучних органів на платній основі. На тих, хто запізнюється з черговим платежем на три місяці, чекає жахлива доля — «GeneCo» надсилає до них безжалісного «Конфіскатора» (англ. Repossession (Repo) Man), чиїм завданням є повернення компанії неоплачених органів (часом, ціною життя неспроможного боржника). Таке вбивство вважається у суспільстві майбутнього абсолютно законним, а вилучені органи пересаджують іншим пацієнтам. Попри законність своєї діяльності, конфіскатори віддають перевагу анонімності, а тому користуються масками та костюмами, що повністю приховують їхню зовнішність.

## Персонажі та виконавці
17-річна Шайло Воллес / Shilo Wallace (Алекса Вега) живе зі своїм батьком, який докладає всіх зусиль, щоб ізолювати доньку від зовнішнього світу, мотивуючи свою поведінку жорстокістю та небезпекою цього світу, а також рідкісною генетичною хворобою, на яку страждає Шайло. Ця хвороба вже звела в могилу Марні, мати дівчинки. І, якщо Шайло не буде берегти себе, те саме може статися з нею. Шайло страждає від самотності та нудьги і намагається бунтувати проти батька.
Натан Воллес / Nathan Wallace (Ентоні Гед) — люблячий і турботливий батько Шайло. Донька впевнена, що він працює лікарем, але насправді Натан є Головним Конфіскатором. Він звинувачує себе у смерті дружини і живе у постійному страху за доньку — вона єдине, що прив'язує його до життя. До своєї професії він ставиться неоднозначно — його свідомість давно розщеплена внутрішнім конфліктом. З одного боку, він, мабуть, отримує певну насолоду від своєї роботи і пишається тим, що добре її виконує, а з іншого — називає себе вбивцею, лиходієм і чудовиськом, його уява наповнена примарними голосами жертв. При виконанні «професійних обов'язків» його поведінка змінюється — голос стає низьким і хрипким, а рухи — різкими та рвучкими. Натан намагався створити ліки для своєї дружини, але при спробі його ввести Марні померла. Натан впевнений, що припустився помилки у формулах, і звинувачує себе в смерті коханої. Насправді препарат підмінив на ампулу з отрутою Ротті Ларго.
Ротті Ларго / Rottissimo «Rotti» Largo (Пол Сорвіно) — засновник і президент «GeneCo», найвпливовіша людина у світі. Ротті вмирає від невиліковної хвороби і, зневажаючи своїх дітей, підшукує гідного спадкоємця. Колись він розглядав Натана Воллеса як потенційного наступника, але зненавидів його після того, як Марні, яку він любив, віддала перевагу Натанові. Ротті роками виношував плани помсти і тепер починає їх здійснювати, використовуючи Шайло (яку заманює обіцянкою повного лікування від хвороби). Ротті підклав ампулу з отрутою, вбивши дружину Натана Воллеса і підставивши останнього. Однак, за хабар врятував його від суду. Натомість Натан змушений працювати на Ротті Головним Конфіскатором.
Магдален Дефо «Сліпа Мег» / Magdalene «Blind Mag» Defoe (Сара Брайтман) — сліпа від народження співачка, якій «GeneCo» подарувала новий зір. Як плату за цю операцію Мег довелося підписати довічний контракт і стати «голосом GeneCo» — вона виступає в оперному театрі, що належить корпорації, рекламує послуги та продукцію «GeneCo», бере участь в урочистих заходах тощо. Попри величезну популярність, Мег почувається дуже нещасною і намагається звільнитися від ненависного їй контракту, що розцінюється Ротті Ларго як «зрада», а тому він засуджує її до «конфіскації». Мег була близькою подругою Марні і, згідно з її духовним заповітом, є хрещеною матір'ю Шайло.
Кармела Ларго «Ембер Світ» / Carmela Largo «Amber Sweet» (Періс Гілтон) — донька Ротті, посередня співачка, яка мріє зайняти місце «Сліпої Мег» після її смерті. Як і її брати, вона завжди піддає себе пластичним операціям. Крім того, вона залежна від «Зідрата» — знеболюючому наркотичному засобі, що виробляється «GeneCo» для операційної анестезії та полегшення післяопераційних болів.
Луїджі Ларго / Luigi Largo (Білл Мозлі) — старший син Ротті. Злий і агресивний, постійно розмахує ножем, свариться з братом і сестрою за право успадкування, із задоволенням вбиває будь-кого, хто попадає під руку, також має звичку часто псувати свою сорочку, розриваючи її в гніві або забруднюючи кров'ю чергової жертви, через що його помічник завжди носить запасні.
Паві Ларго / Pavi Largo (Нівек Огр) — молодший син і середня дитина Ротті. Жіночний, самозакоханий, порожній, марнославний, манірний і хтивий. Його улюблений аксесуар — невелике дзеркальце, в яке він постійно заглядає і з яким не розлучається за жодних обставин. Щоб приховати обличчя, понівечене численними операціями, Паві носить маски з жіночої шкіри. Його майже завжди оточують жінки, зазвичай гентерни (співробітниці «GeneCo»).
Грабіжник могил / GraveRobber (Терренс Здуніч) — наркоторговець, що продає власний, дешевший варіант «Зідрата», який він отримує з трупів. «Ембер Світ» — одна з його постійних клієнток. Крім того, він основний оповідач подій.
Марні Воллес / Marni Wallace (Сара Пауер) — покійна дружина Натана і мати Шайло. Всі вважають, що Марні померла від хвороби крові, але насправді була отруєна закоханим у неї Ротті Ларго. Образ Марні постійно прослизає у спогадах Натана і Ротті, а її голографічне зображення, що проєктує очима «Сліпа Мег», з'являється в епізоді «Chase the Morning» (вокальна партія — Ненсі Лонг).

## Зміст
Фільм починається з добірки картинок-коміксів, які розповідають про жахливу епідемію, що вразила світ, а також про становлення корпорації «GeneCo» і подальшу легалізацію конфіскації органів за несплату та появу Конфіскаторів. Потім з'являється «Грабіжник могил», який розповідає про страшного конфіскатора, від якого неможливо врятуватися. Наступна сцена показує всемогутнього Ротті Ларго та трьох його дітей — Луїджі, Паві та Ембер Світ. Ротті приносять фотографії, на яких його діти зафільмовані в компрометуючих ситуаціях; його настрій ще більше псується після візиту лікаря, який повідомляє йому про невиліковну хворобу та про те, що в нього залишилося дуже мало часу (епізоди «Depraved Heart Murder at Sanitarium Square», «Genetic Repo Man», «Crucifixus», «Things You See in a Graveyard (Part One)»).
Тим часом Шайло прокидається вдома і підземним ходом, що з'єднує будинок зі склепом, йде до могили матері. Там вона бачить комаху, що світиться, і намагається її зловити для своєї колекції, але та вислизає через грати («A Sandwich and a Bug»). Шайло вирішує піти за комахою і опиняється на цвинтарі, де стикається із «Грабіжником могил», який займається вилученням із мерців «Зідрата», попутно дратуючи поліцейських, які намагаються його зловити (покарання за руйнування могил — негайна смерть). Коли перелякана Шайло вирішує повернутися додому, двері склепу зачиняються. «Грабіжник могил» пропонує дівчині слідувати за ним, але її ловлять. Останнє, що вона бачить перед тим, як знепритомніти — Конфіскатора, який розштовхує поліцейських («21st Century Cure»).
Шайло приходить до тями в своєму ліжку. Вона намагається розповісти батькові, Натану Воллесу, про побачене, але він переконує її, що все це лише здалося під час непритомності, що трапилася через її власну недбалість — вона забула прийняти ліки («Shilo Wakes»). Коли батько йде, замкнувши за собою двері, Шайло з гіркотою звертається до портрета матері — саме від неї дівчина успадкувала хворобу крові, що не дозволяє вести активний спосіб життя («Infected»).
Тим часом, засмучений подією Натан збирається на роботу — саме він і є головний Конфіскатор. Він згадує Марні, свою кохану дружину і те, як «вбив» її, щоб урятувати їхню дочку Шайло. Натану невідомо, що справжній винуватець смерті Марні — Ротті Ларго, з яким у неї був роман ще до зустрічі з Натаном. Розгніваний «зрадою», Ротті підмінив її ліки отрутою, яка викликала загальну кровотечу («Legal Assassin»).
Діти Ларго зустрічаються на складі «GeneCo», де між ними розгоряється запекла суперечка за спадщину батька, під час якої Луїджі вбиває одну зі своїх помічниць. Вони не здогадуються, що Ротті вважає їх надто мізерними, щоб віддати справу свого життя в їхні руки («Mark It Up»).
У той час коли Натан «конфіскує» органи у чергової жертви («Thankless Job»), Ротті дзвонить Шайло і каже їй, що був близьким другом її матері і може назавжди позбавити її хвороби. Він призначає їй зустріч у склепі, звідки дівчину викрадають його охоронниці. Ротті просить у неї вибачення за такі заходи і знову обіцяє повне одужання. Потім він запрошує Шайло на свято, що відбудеться цього вечора і обіцяє познайомити зі «Сліпою Мег», її улюбленою співачкою, яка дасть сьогодні свій прощальний концерт («Things You See in Graveyard (Part Two)», «Limo Ride»).
Тим часом Паві приміряє своє нове обличчя, а Луїджі перебуває в сказі через те, що досі не отримав своєї кави. Коли один із його помічників приносить йому напій, він кидається на нього з ножем. «Сліпа Мег» намагається вгамувати його, але наштовхується на Ембер Світ, яка намагається викликати її на сварку, стверджуючи, що збирається зайняти її місце. Сцена переростає в чергову сварку між братами і сестрою, яку перериває їхній батько («Genterns», «Largo's Little Helpers», «Luigi, Pavi, Amber Harass Mag»).
Ротті знайомить Шайло зі «Сліпою Мег», яка впізнає в особі дівчинки риси своєї давньої подруги Марні. Саме завдяки Марні та її роману з Ротті Ларго сліпа від народження Мег отримала свої чудові очі, що дозволяють їй не лише бачити, а й «записувати» те, що відбувається. Однак, давши їй зір, Ротті нав'язав їй безстроковий договір, який зробив її життя практично безглуздим. Тільки зараз, через сімнадцять років, він погоджується повернути їй свободу, про що він повідомляє зі сцени, не преминувши «пожартувати», що технічно Мег все ще належить корпорації («Seeing You Stirs Memories»).
Охоронниці Ротті насильно відводять Шайло в один із наметів і не дозволяють їй вийти звідти. Натан, який у цей час займається «конфіскацією» хребта, дзвонить Шайло, щоб переконатися, що вона прийняла ліки. Щось здається йому підозрілим і Шайло насилу вдається заспокоїти його і умовити не залишати своїх пацієнтів («Inopportune Telephone Call»).
«Грабіжник могил», який блукає у пошуках якоїсь поживи, робить дірку в стіні намету і, знайшовши там Шайло, допомагає їй втекти ("GraveRobber and Shilo Escape").
Тим часом Ротті, який оголосив журналістам, що його донька виступить з доповіддю про «Зідрат», поставлений у незручне становище — Ембер, не попередивши його, втекла зі свята («Zydrate Support Network», «Worthy Heirs»).
«Грабіжник могил», попутно займаючись торгівлею, розповідає Шайло про свій товар — нелегальний «Зідрат». У цей час з'являється Ембер Світ, яка прийшла по чергову дозу. Вона зі зловтіхою говорить про те, що дні слави та й самого життя «Сліпої Мег» добігли кінця, і «Грабіжник могил» підтверджує цю інформацію. Починається поліцейська облава, і «Грабіжник могил» знову допомагає Шайло втекти («Zydrate Anatomy»). Вона дістається додому і, почувши кроки батька, прикидається сплячою.
Натан приносить Ротті конфіскований хребет, і той дає йому нове завдання — конфіскувати очі (а також життя) «Сліпої Мег». Розірвавши контракт, вона втратила будь-які права, та й Ембер не проти позбутися талановитої суперниці. Натан з жахом відмовляється, але Ротті нагадує йому про договір, який вони уклали, коли власник «GeneCo» не дозволив заарештувати його за «вбивство» Марні. Ротті та його сини змушують Натана зробити ще одну «конфіскацію», одночасно вихваляючи його професійні здібності та нагадуючи йому про його «злочин». Попри все це, він відмовляється «зайнятися» Мег, чим розлючує Ротті — з цієї хвилини доля Натана вирішена («Who Ordered Pizza?», «Night Surgeon»).
Тим часом «Сліпа Мег» приходить до Шайло і розповідає про те, що є її хрещеною матір'ю. Вона намагається заохотити Шайло почати нормальне життя і застерегти від помилок, які зробила сама («Chase the Morning»). Коли Мег збирається йти, вона стикається з Натаном, що повернувся. Вона дорікає, що він збрехав їй, сказавши, що Шайло померла разом з матір'ю і тим самим змусив її порушити слово, дане нею Марні — подбати про дівчинку. Натан відповідає, що його донька занадто хвора для спілкування і намагається вигнати Мег з дому, але Шайло благає його врятувати Мег, сховавши її від Конфіскатора, який має прийти за її очима. Натан вдає, що не вірить сказаному і, попри протести доньки, виштовхує Мег за двері. Шайло показує йому статтю у журналі, в якій пояснюються умови договору Мег, і знову просить батька врятувати її від смерті («Everyone's a Composer», «Come Back!»). Коли Натан каже, що є речі, з якими марно боротися, Шайло влаштовує бунтарську сцену і починає розкидати і трощити речі. Щоб угамувати дочку, Натану доводиться дати їй ляпас, після чого вона втрачає свідомість («What Chance Has a 17 Year Old Girl», «Seventeen»).
Ембер приходить до батька, щоб поскаржитися на невдалу пластичну операцію. Спочатку він не хоче слухати її скарг і дорікає за невдячність, але, коли бачить понівечене обличчя доньки, обіцяє допомогти, щоб вона змогла виступити на сцені цього вечора. Зраділа Ембер іде. Ротті з гіркотою каже, що в житті не можна покладатися ні на славу, ні на кохання, ні навіть на сім'ю; золото — ось єдина реальна цінність. Він бере свій заповіт і вписує в нього ім'я своєї єдиної спадкоємиці Шайло («Happiness is Not a Warm Scalpel», «Gold»).
Натан, сидячи біля ліжка доньки, яка все ще не прийшла до тями, перехоплює дзвінок Ротті, в якому той запрошує Шайло в Оперу, де вона отримає свої ліки. Натан лютує, розуміючи, що Ротті хоче відібрати у нього доньку. Але коли Шайло прокидається, він вдає, що нічого не сталося, і знову намагається переконати її в тому, що все, що трапилося, — лише сон. Спустившись до підвального поверху свого будинку, Натан стикається з поліцейськими, які прийшли заарештувати його за наказом Ротті, і вбиває їх. Повернувшись нагору, він виявляє, що Шайло знову втекла з дому. Остаточно розлючений, він вирішує вбити Ротті («Nathan Discovers Rotti's Plan», «Tonight We Are Betrayed»).
Кожен готується до вечірньої події по-своєму; «Грабіжник могил» пророкує криваву різанину в Опері. Опера поступово наповнюється глядачами («At the Opera Tonight», «Bloodbath!», «We Started This Op'ra Shit!»).
Ембер дебютує на сцені як співачка, але співає огидно. До того ж у неї відпадає нове обличчя. Глядачі освистують її, і вона тікає зі сцени («Blame Not My Cheeks»).
«Сліпа Мег» виконує свою останню пісню. У відчайдушній спробі зберегти життя і незалежність вона сама вириває свої очі, але Ротті перерізає трос, що підтримує Мег над сценою, і вона падає на залізні кілки огорожі, які пронизують її наскрізь. Ротті вгамовує паніку серед глядачів, стверджуючи, що подія — частина вистави, і обіцяє вилікувати Шайло на очах у всіх («Chromaggia», «Mag's Fall», «Pièce De Résistance»).
За лаштунками Шайло чекає на Конфіскатора — Ротті наказав зловити його як плату за лікування. Коли Конфіскатор входить до кімнати, Шайло б'є його по голові лопатою («Interrogation Room Challenge»).
Оглушений Натан знімає шолом і Шайло впізнає батька. Між ними відбувається бурхлива сцена: Натан дорікає доньці за непослух, а вона йому — за брехню. Коли ж на екрані з'являється зображення мертвої Мег, Шайло, вважаючи, що її вбив Натан, проклинає батька і йде на сцену («Let the Monster Rise»). Натан слідує за нею і намагається напасти на Ротті, але Луїджі наносить йому удар ножем зі спини, а охоронці Ротті утримують на місці за допомогою електрошокерів. Ротті пояснює Шайло, що саме батько є причиною її недуги — усі ці роки він давав їй «ліки», що послаблювали її та створювали ілюзію хвороби, а крім того, звинувачує його у вбивстві Марні. Натан намагається виправдатися: утримуючи доньку вдома, він намагався вберегти її від жорстокості світу, а смерть матері була нещасним випадком. Ротті наказує Шайло вбити батька, обіцяючи, к жаху своїх дітей, що, якщо вона скориться, він залишить їй «GeneCo» («Sawman's Lament», «The Man Who Made You Sick», «Cut the Ties»). Шайло нарешті розуміє, що Ротті використовував її з корисною метою і відмовляється; тоді Ротті з останніх сил стріляє в Натана і смертельно ранить його. Сам він помирає тут же, на сцені, з презирством відганяючи від себе власних дітей і журячись лише про те, що тепер його корпорація занепаде, а його ім'я забудеться. Шайло і вмираючий Натан зворушливо прощаються, і Шайло йде… («Shilo Turns Against Rotti», «I Didn’t Know I’d Love You So Much», «Genetic Emancipation»).
Наступного дня «Грабіжник могил» читає в газеті про те, що Шайло втекла, відмовившись від спадщини Ротті. Ембер захоплює корпорацію у свої руки і, в заставу майбутніх змін у «GeneCo», виставляє своє «відпале обличчя» на благодійному аукціоні. Але Луїджі вбиває трьох головних претендентів на покупку, і «обличчя» дістається Паві, який тепер з гордістю носить його. Історія «GeneCo» продовжується… («Epitaph», «Repo Man»).

## Виробництво

### Розробка
Історія «Repo!» розпочалась наприкінці XX століття, коли Терренс Здуніч і Даррен Сміт заснували акторську трупу з двох осіб «The Gallery».
У 1999—2000 роках вони виступали у кафе та клубах Лос-Анджелеса з серією десятихвилинних опер (англ. 10 Minute Opera Series) — коротких історій, покладених на рок-музику. Однією з них була «Борг некроторговця» (англ. The Necromerchant's Debt), яка вперше була виконана у травні 2000 року. Ця «мініопера» розповідала про «Грабіжника могил», який мешкав у футуристичному суспільстві і викрадав трупи заради ДНК, а не каблучок чи золотих пломб. У той час Сміт мав друга, який переживав банкрутство, і чиє майно було вилучено через борги. Натхненний цим, він виступив із ідеєю майбутнього, де можна було б повернути не лише власність, але й частини тіла.
Через позитивну реакцію на цю десятихвилинну оперу та вимоги глядацької аудиторії більше знати про загадковий світ Некроторговця Сміт і Здуніч вирішили об'єднати ідеї та сюжетні лінії і розширити п'єсу. 2001 року вони зібрали невелику групу акторів і музикантів і почали виконувати одноактну постановку у клубах Лос-Анджелеса (Каліфорнія).
1 листопада 2002 року відбулася прем'єра «Repo! The Genetic Opera» у театрі Джона Рейта у Лос-Анджелесі; режисером першої сценічної версії став Даррен Лінн Боусман. Спочатку планувався дводенний вечірній показ. Але через розпродані квитки і швидке розповсюдження усної реклами, він переріс у тижневий.
Відтоді вистава ще двічі йшла на великій сцені. Перше повернення відбулося влітку 2004 року у театрі SplitID у Західному Голлівуді. 4 березня режисер Тайгер Ріл подав об'яву про пошук акторів. Репетиції планувалося починати 21 березня, а виступи — з 6 травня. Фактичні ж виступи на сцені театру відбулися з 3 червня по 26 серпня 2004 року щочетверга о 21:00. Втретє вистава йшла на сцені у серпні 2005 року у театрі оф-оф-Бродвею Wings у Нью-Йорку. Режисером цієї постановки став Терренс Здуніч, який у травні — на початку червня подав об'яви про набір персоналу й акторів. 15 червня відбулися головні прослуховування у театрі, з 1 липня — репетиції, а з 29 липня по 27 серпня — 25 вистав.
З 2002 року Сміт і Здуніч значно розширили всесвіт вистави, щоб створити всі сюжетні лінії. До 2005 року поступово було внесено багато змін до персонажів і музики протягом різних втілень. Наприклад, Ротті, у перших виставах, не був батьком Луїджі, Паві та Ембер. Натомість він був молодшим братом Луїджі та Паві, тоді як Ембер (тоді вона називалася «Гізер Світ») була донькою Луїджі. Тексти пісень було змінено, а деякі пісні взагалі вилучено, зокрема «But This Is Opera!», щоб змінити напрямок персонажа Мег.

### Короткометражний фільм
Після багатьох років вистави на сцені «Repo! The Genetic Opera» був адаптований у короткометражний фільм. 2006 року він був профінансований і знятий Дарреном Лінном Боусманом у Торонто (Канада) з метою подати ідею кіностудіям і отримати дозвіл продюсерів на постановку повнометражного фільму.
Довжина стрічки складає всього десять хвилин, вона містить приблизний варіант епізодів «Zydrate Anatomy», «21st Century Cure» тощо. Акторський склад відрізняється від складу, задіяного у повнометражному фільмі:
Персонажі й актори
- Конфіскатор — Майкл Рукер
- Гізер Світ — Шоуні Сміт[en]
- Шайло Воллес — Крістін Фейрлі[en]
- Грабіжник могил — Терренс Здуніч
- Паві — Джей Лароуз

Автори сценарію
- Терренс Здуніч
- Даррен Сміт

Композитори
- Терренс Здуніч
- Даррен Сміт

Шоуні Сміт і Джей Лароуз, які знімалися у «Пилі 2», взяли участь у короткометражці в якості послуги Боусману.
Приватний показ для агентів і продюсерів відбувся у кінотеатрі агентства Endeavour у Беверлі-Гіллз (Каліфорнія) на початку 2007 року. Через 48 годин Lionsgate і Twisted Pictures гарантували «зелене світло» зйомкам повнометражного фільму.

### Кастинг
У липні 2007 року оголошено, що на головні ролі залучені Пол Сорвіно (Роттісімо Ларго, власник GeneCo) й Алекса Вега (Шайло, донька ріпо-менеджера Натана), а також Періс Гілтон (Гізер Світ, донька Ларго), яка проходила попередні прослуховування та тренування у тюремній камері, відбуваючи покарання за керування автомобілем у нетверезому стані.
Періс Гілтон повідомила про щоденні репетиції у студії, сім годин на день.
У вересні 2007 року, на початку зйомок, стала відома інформація про деяких інших акторів — Сара Брайтман (дебют у повнометражному фільмі), Ентоні Гед і Білл Мозлі.
У жовтні 2007 року під час знімання у Торонто відбувся кастинг 200 додаткових статистів — чоловіків і жінок віком від 25 до 75 років — на ролі «добре одягнених відвідувачів опери».

### Знімання
Lionsgate і Twisted Pictures об'єдналися у кінопроєкті вартістю 25 мільйонів доларів, про що офіційно було оголошено 9 лютого 2007 року на Європейському кіноринку (англ. European Film Market, EFM) у Берліні під час стилізованої коктейльної вечірки, на якій присутній обслуговуючий персонал був одягнений у костюми лікарів. Lionsgate займатиметься кінопрокатом у США та Великій Британії, а також міжнародними продажами в решті світу.
Основні зйомки розпочалися наприкінці вересня 2007 року у Торонто (Канада). Прем'єра фільму була запланована на 25 квітня 2008 року, але її перенесли на 7 листопада з декількох причин, головна з яких полягала в тому, що фільм знімався довше, ніж було заплановано, а також велику кількість візуальних ефектів і довший час на постпродукцію, ніж очікувалося.

## Музика
Театральна постановка «Ріпо! Генетична опера» містить велику кількість пісень та музичних номерів, деякі з яких були частково або повністю вирізані з фільму для економії часу. Ці пісні написані в різних стилях — рок, електронна музика, панк, джаз та класична музика.
Лідер гурту X Japan Йошікі Хаяші випустив саундтрек, а також написав одну додаткову композицію «VUK-R», яка звучить у прикінцевих титрах фільму. Він також був музичним директором і одним із виконавчих продюсерів фільму. Пол Масс був тренером з вокалу для саундтреку до фільму.

### Порядок музичних композицій у фільмі
У фільмі виконуються такі музичні композиції; (*) позначені інструментальні версії:
1. «Depraved Heart Murder at Sanitarium Square»*
2. «Genetic Repo Man» — Грабіжник могил
3. «Crucifixus» — Сліпа Мег, примарний хор
4. «The Prognosis»*
5. «Things You See in a Graveyard» — Ротті
6. «A Sandwich and a Bug» — Шайло
7. «21st Century Cure» — Шайло і Грабіжник могил
8. «Shilo Wakes» — Натан і Шайло
9. «Infected» — Шайло
10. «Bravi!» — Сліпа Мег, Ротті, Луїджі, Паві, Ембер
11. «Nathan's Story»*
12. «Legal Assassin» — Натан, примарний хор
13. «Lungs and Livers» — хор «GeneCo»
14. «A New World Organ» — реклама генетичної опери різними мовами
15. «Mark It Up» — гентерни, Ембер, Луїджі, Паві
16. «Tao of Mag» — Сліпа Мег
17. «Rotti's Story»*
18. «Things You See in a Graveyard» (реприза) — Ротті
19. «Limo Ride» — Ротті та Шайло
20. «Thankless Job» — Натан
21. «A Ventriloquist's Mess»*
22. «No Organes? No Problemo!» — хор «GeneCo»
23. «Largo's Little Helpers» — дитячий хор
24. «Genterns» — гентерни, Паві
25. «Luigi, Pavi, Amber Harass Mag» — Сліпа Мег, Ротті, Ембер, Луїджі, Паві
26. «Seeing You Stirs Memories» — Ротті
27. «Seeing You Stirs Memories» (реприза) — Ротті, Сліпа Мег
28. «Blind Mag's Story»*
29. «My, What Big Scissors You Have» — Шайло
30. «Inopportune Telephone Call» — Натан і Шайло
31. «Before the Escape»*
32. «GraveRobber and Shilo Escape» — Шайло і Грабіжник могил
33. «Zydrate Support Network» — Ротті, Сліпа Мег, репортер
34. «Worthy Heirs»*
35. «Zydrate Anatomy» — Грабіжник могил, Шайло, Ембер, залежні від «Зідрату»
36. «Disposal Crew» — бригада з утилізації
37. «A Dump Truck Home»*
38. «Who Ordered Pizza?» — Луїджі, Натан, Паві, Ротті, Ембер
39. «Night Surgeon» — Натан, Ротті, Луїджі, Паві, гентерни
40. «The Visitor»*
41. «Chase the Morning» — Сліпа Мег, Шайло, Марні
42. «Everyone's a Composer» — Сліпа Мег, Натан, Шайло
43. «Come Back!» — Натан і Шайло
44. «What Chance Has a 17 Year Old Girl» — Натан і Шайло
45. «Seventeen» — Шайло
46. «Pre-Happiness»*
47. «Happiness is Not a Warm Scalpel» — Ротті та Ембер
48. «Gold» — Ротті
49. «Nathan Discovers Rotti's Plan» — Ротті, Натан, Шайло
50. «Tonight We Are Betrayed» — Натан
51. «At the Opera Tonight» — Шайло, Мег, Натан, Ембер, Грабіжник могил, Ротті, Луїджі, Паві
52. «Bloodbath!» — Грабіжник могил
53. «Not Your Parents' Opera»*
54. «We Started This Op'ra Shit!» — керівник рок-групи, Луїджі, Паві, Ротті, хор «GeneCo»
55. «Interrogation Room Challenge» — Ротті
56. «Blame Not My Cheeks» — Ембер, хор «GeneCo»
57. «Chromaggia» — Сліпа Мег
58. «Mag's Fall»*
59. «Pièce De Résistance» — Ротті
60. «Let the Monster Rise» — Натан і Шайло
61. «A Ten Second Opera»*
62. «Sawman's Lament» — Натан, Шайло, Ротті, Луїджі, Паві
63. «The Man Who Made You Sick» — Ротті, Шайло, Натан
64. «Cut the Ties» — Шайло, Ротті, Луїджі, Паві
65. «Shilo Turns Against Rotti» — Натан, Шайло, Ротті
66. «I Didn't Know I'd Love You So Much» — Натан і Шайло
67. «Genetic Emancipation» — Шайло
68. «Epitaph» — Грабіжник могил, залежні від «Зідрату»
69. «Repo Man» — Паві (прикінцеві титри)
70. «VUK-R» — Violet UK (співає Кейті Фіцджеральд, автор — Йосікі Хаясі) (прикінцеві титри)
71. «Needle Through a Bug» — Шайло і Грабіжник могил (прикінцеві титри)
72. «Bravi!» — Мег, Ротті, Луїджі, Паві, Ембер (прикінцеві титри)
73. «Aching Hour» — Сліпа Мег (прикінцеві титри)

### Список вирізаних та скорочених пісень
Частини деяких із цих пісень були використані у фільмі; (*) позначені музичні сцени, які вирізано повністю:
1. «Crucifixus» — Сліпа Мег, примарний хор (використовується, коли екран наближається до «GeneCo»; інструментальна версія, використана у фільмі)
2. «Bravi!»* — Мег, Паві, Луїджі, Ротті, Ембер (рекламний ролик, який використовувався перед «Mark It Up»; коротко прозвучав між «Infected» і «Nathan's Story»; звукова доріжка відтворюється повністю під час титрів)
3. «Tao of Mag» — Мег (рекламний ролик із Мег у головній ролі, який рекламує Генетичну оперу; коротко прозвучав між «Mark It Up» та «Rotti's Story»)
4. «Can't Get It Up If the Girl's Breathing?»* — Ембер і «Грабіжник могил» (Ембер розповідає «Грабіжнику могил», що є інші способи оплатити «Зідрат»; також видалена сцена у випуску Blu-ray)
5. «Come Up and Try My New Parts»* — Ембер (Ембер спокушає «Грабіжника могил», щоб не платити за «Зідрат»; сцена доступна на Blu-ray)
6. «GraveRobber and Shilo Escape» — «Грабіжник могил», Шайло, Ембер («Грабіжник могил» і Шайло тікають з італійського фестивалю; альтернативна версія, використана у фільмі, Ембер не включена; також видалена сцена у випуску Blu-ray)
7. «Buon Giorno»* — Ротті, Паві, Луїджі, гентерни (привітання Генетичної опери; мала бути після «We Started This Op'ra Shit!»; сцена доступна на Blu-ray)
8. «Rotti's Chapel Sermon»* — Ротті (сцена була перемонтована для створення «Interrogation Room Challenge»; замінила «Buon Giorno»)
9. «Needle Through a Bug»* — Шайло і «Грабіжник могил» (видалена сцена, де Шайло має пройти ще один іспит Ротті; замінила «Rotti's Chapel Sermon»; сцена доступна на Blu-ray; звукова доріжка відтворюється повністю під час титрів)
10. «Aching Hour»* — Сліпа Мег (Мег співає про свою неминучу смерть під час італійського фестивалю Відродження; звукова доріжка відтворюється повністю під час титрів)

### Саундтрек
24 липня 2008 року на секретній сторінці офіційного сайта фільму відбувся реліз демо-компакт-диску із сімома треками під назвою «Repo! The Genetic Opera: Original Motion Picture Soundtrack Pre-Surgery Sampler», який рекламував вихід 30 вересня 2008 року саундтрека до фільму, а 7 листопада 2008 року — вихід самої стрічки у кінотеатрах:
1. «New World Organ» 0:10
2. «At The Opera Tonight» 2:10
3. «Zydrate Anatomy» 3:23
4. «Night Surgeon» 2:36
5. «Chase The Morning» 3:04
6. «Seventeen» 1:50
7. «Genetic Emancipation» 2:16

Оригінальний саундтрек до фільму «Repo! The Genetic Opera: Original Motion Picture Soundtrack» з 22-ма треками вийшов 30 вересня 2008 року та доступний лише через Amazon (прослуховування через платформу потокового відтворення музики Amazon Music, придбання у форматі MP3 або замовлення запису на носіях CD-R) та iTunes.
Розширена версія саундтрека «Deluxe edition» із 38-ма треками вийшла 17 лютого 2009 року. Усі треки з попереднього релізу залишилися у розширеному виданні у тому ж порядку (окрім «Night Surgeon» і «Chase The Morning», які помінялися місцями, що більше відповідає порядку пісень у фільмі), а нові треки розмістилися між ними, включаючи інструментальні композиції. Трек «Legal Assassin» залишився незмінним, але став коротшим і розпочинається безпосередньо з пісні. Єдиний трек, що з'являється на обох альбомах, але відрізняється у редакціях, це «Zydrate Anatomy», який був перероблений і трохи довший у розширеному виданні (ця версія була використана у фільмі). «Deluxe edition» доступний лише в окремих магазинах Hot Topic (але не в онлайн-магазині) та iTunes.

## Відгуки
На вебсайті агрегатора рецензій Rotten Tomatoes стрічка отримала рейтинг схвалення 37 % на основі відгуків 59 критиків із середньою глядацькою оцінкою 7,3/10. Консенсус критиків веб-сайту говорить: «Вишукано та навмисно брутально, Repo! The Genetic Opera має унікальний стиль, але їй бракує дотепності та змісту, щоб привабити».
Metacritic, який використовує середньозважену оцінку, поставив фільму 32 зі 100 балів на основі «загалом несхвальних відгуків» 15 критиків. За оцінками критиків стрічка у 2012 році поділяла шосту сходинку у десятці найгірших фільмів, знятих за п'єсами та мюзиклами у попередні 20-ть років.
За опитуванням 2014 року читачів журналу Rolling Stone фільм посів 22-гу сходинку серед 25-ти найкращих культових фільмів усіх часів.